# Мінмонту
Мінмонту або Мін-Монту (д/н — до 1510 до н. е.) — давньоєгипетський державний діяч, верховний жрець Амона у Фівах за правління фараонів Яхмоса I та Аменхотепа I.

## Життєпис
Мінмонту стає верховним жерцем наприкінці правління фараона Яхмоса I. Забезпечив ідеологічну (релігійну) основу для боротьби єгипетських військ проти гіксосів. Водночас доклав значних зусиль до відновлення Карнакського храму. В цьому Мінмонту допоміг наступний фараон — Аменхотеп I, що надав значні кошти зі здобичі після підкорення Кушу. Також отримав перші маєтності для забезпечення жерців храму.
Помер до 1515/1510 року до н. е. Поховано у гробниці TT232 некрополя Дра Абу ель-Неґа. У 2005 році виявлено близько 250 поховальних конусів Мінмонту. Новим верховним жерцем став Аменхотеп.